# Fuzhou
Fuzhou (en chino, 福州; pinyin, Fúzhōuⓘ; en fuzhounés, Hók-ciŭⓘ) es una ciudad-prefectura y también la capital de la provincia de Fujian en la República Popular China. Es, además, la mayor ciudad de la provincia y la más industrializada. Está situada en la costa del mar de China, a orillas del río Min. Fuzhou se encuentra frente a las costas de la isla de Taiwán, separada de esta por el estrecho de Taiwán. Tiene una población total de 7,2 millones de habitantes que viven en un área de 12 177 km².

## Toponimia

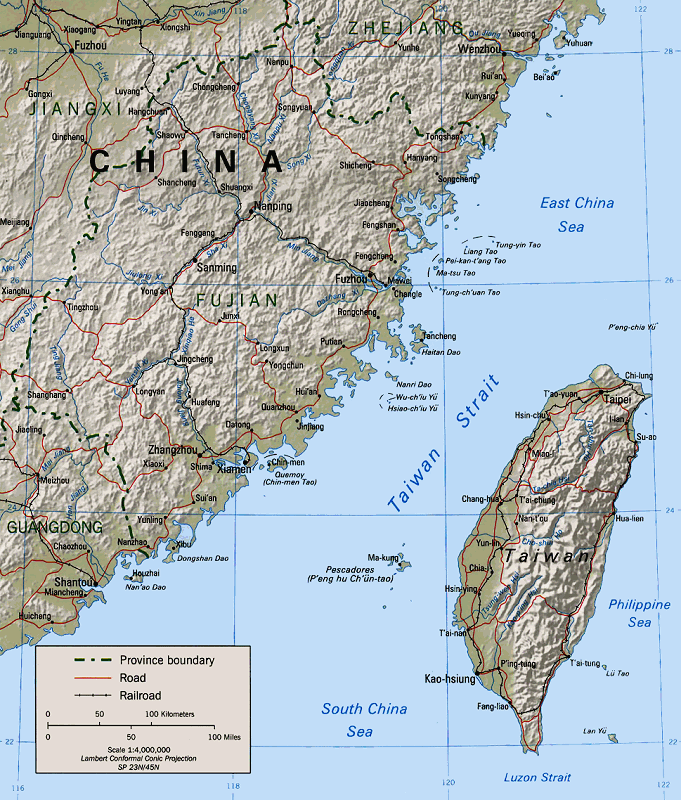
Mapa del estrecho de Taiwán donde se observa en el centro Fuzhou

En antiguas publicaciones, los caracteres  (福州) fueron transcritos como Foochow, Fuchow, Fuh-chau, Fuh-Chow, Hock Chew y Hokchew.
En un Tratado de geografía china publicado en el siglo IX dice que el nombre Fuzhou viene del  "Mt. Fu", una montaña al norte de la ciudad. La montaña fue nombrada combinada con el carácter zhōu (州) que significa asentamiento o localmente prefectura, como muchas administraciones de ciudades chinas. El nombre de la ciudad fue cambiado varias veces entre los siglos III y IX , finalmente se fundó como Fuzhou en 948. De forma poética recibe el nombre Rongcheng (en chino: 榕城, pinyin: Róngchéng) ciudad de los banyan (un árbol local). 

## Historia
La fecha exacta de la fundación de la ciudad es incierta, aunque se sabe que se convirtió en ciudad en el siglo VI. Ganó importancia a partir de la dinastía Song, que utilizaron su puerto para comerciar.
En las cercanías de la ciudad se encuentra la gruta Yongguan que contiene inscripciones realizadas por renombrados calígrafos. Destacan también el templo Hualin, así como las pagodas blanca (Bai Ta) y negra (Wu Ta).

## Administración
La ciudad-prefectura de Fuzhou se divide en 13 localidades que se divide en 6 distritos, 1 ciudad municipal y 6 condados; población a 2010.
- Distrito Cangshan 762,746
- Distrito Changle 682,626
- Ciudad de Fuqing (Ciudad-condado) 1,234,838
- Distrito Gulou 687,705
- Distrito Jin'an 792,491
- Condado Lianjiang 561,490
- Condado Luoyuan 207,677
- Distrito Mawei 231,929
- Condado Minhou 662,118
- Condado Minqing 237,643
- Condado Pingtan 357,760
- Distrito Taijiang 446,891
- Condado Yongtai 249,455

## Economía
La economía de la ciudad es compleja con una hidroeléctrica en las montañas del noroeste. La ciudad es un centro para los productos químicos industriales y cuenta con industrias de procesamiento de alimentos, madera, ingeniería, fabricación de papel, la impresión y textil. 
Una pequeña fábrica de procesamiento de hierro y acero fueron construidas en 1958. En 1984 fue designada como "ciudad abierta" una invitación a los inversionistas extranjeros. La ciudad es famosa por su laca y productos de madera.
El BIP es el número 21 de las 659 ciudades chinas. Fuzhou es el centro político, económico y cultural de la provincia, así como un centro industrial y puerto marítimo en el río Min.

### Zonas de desarrollo
En la ciudad existen zonas especiales para el desarrollo y la tecnología:
- Fuzhou Economic & Technological Development Zone.
- Fuzhou Export Processing Zone.
- Fuzhou Free Trade Zone.
- Fuzhou Hi-Tech Industrial Development Zone.
- Fuzhou Science and Technology Park.
- Fuzhou Taiwan Merchant Investment Area.

## Clima
Fuzhou está al noreste de la provincia y tiene un clima subtropical húmedo influenciado por el monzón del este de Asia. Los veranos son largos, muy calurosos y húmedos. Los inviernos son cortos y secos. A mediados de mayo llega la lluvia. En enero la temperatura es de 10 °C y en julio es de 29 °C. Las temperaturas extremas van de −1.7 °C a 41 °C.
| Parámetros climáticos promedio de Fuzhou (1971-2000)    | Parámetros climáticos promedio de Fuzhou (1971-2000) | Parámetros climáticos promedio de Fuzhou (1971-2000) | Parámetros climáticos promedio de Fuzhou (1971-2000) | Parámetros climáticos promedio de Fuzhou (1971-2000) | Parámetros climáticos promedio de Fuzhou (1971-2000) | Parámetros climáticos promedio de Fuzhou (1971-2000) | Parámetros climáticos promedio de Fuzhou (1971-2000) | Parámetros climáticos promedio de Fuzhou (1971-2000) | Parámetros climáticos promedio de Fuzhou (1971-2000) | Parámetros climáticos promedio de Fuzhou (1971-2000) | Parámetros climáticos promedio de Fuzhou (1971-2000) | Parámetros climáticos promedio de Fuzhou (1971-2000) | Parámetros climáticos promedio de Fuzhou (1971-2000) |
| Mes                                                     | Ene.                                                 | Feb.                                                 | Mar.                                                 | Abr.                                                 | May.                                                 | Jun.                                                 | Jul.                                                 | Ago.                                                 | Sep.                                                 | Oct.                                                 | Nov.                                                 | Dic.                                                 | Anual                                                |
| ------------------------------------------------------- | ---------------------------------------------------- | ---------------------------------------------------- | ---------------------------------------------------- | ---------------------------------------------------- | ---------------------------------------------------- | ---------------------------------------------------- | ---------------------------------------------------- | ---------------------------------------------------- | ---------------------------------------------------- | ---------------------------------------------------- | ---------------------------------------------------- | ---------------------------------------------------- | ---------------------------------------------------- |
| Temp. máx. media (°C)                                   | 15.2                                                 | 15.2                                                 | 18.1                                                 | 23.2                                                 | 26.7                                                 | 30.5                                                 | 34.1                                                 | 33.3                                                 | 30.2                                                 | 26.4                                                 | 22.0                                                 | 17.7                                                 | 24.4                                                 |
| Temp. mín. media (°C)                                   | 8.2                                                  | 8.3                                                  | 10.6                                                 | 15.0                                                 | 19.2                                                 | 23.0                                                 | 25.5                                                 | 25.1                                                 | 23.0                                                 | 19.3                                                 | 14.8                                                 | 10.1                                                 | 16.8                                                 |
| Precipitación total (mm)                                | 48.0                                                 | 86.6                                                 | 145.4                                                | 166.5                                                | 193.7                                                | 208.9                                                | 98.8                                                 | 179.7                                                | 145.0                                                | 47.6                                                 | 41.3                                                 | 32.0                                                 | 1393.6                                               |
| Días de precipitaciones (≥ 1 mm)                        | 9.7                                                  | 14.4                                                 | 17.5                                                 | 17.8                                                 | 18.2                                                 | 15.9                                                 | 10.4                                                 | 12.1                                                 | 11.6                                                 | 7.1                                                  | 7.2                                                  | 7.1                                                  | 149                                                  |
| Horas de sol                                            | 101.6                                                | 79.2                                                 | 89.1                                                 | 111.0                                                | 114.4                                                | 141.9                                                | 225.6                                                | 199.2                                                | 153.7                                                | 144.2                                                | 120.3                                                | 126.9                                                | 1606.9                                               |
| Humedad relativa (%)                                    | 74                                                   | 78                                                   | 80                                                   | 80                                                   | 81                                                   | 82                                                   | 77                                                   | 77                                                   | 76                                                   | 71                                                   | 70                                                   | 70                                                   | 76.3                                                 |
| Fuente: 中国气象局 国家气象信息中心 30 de marzo de 2009 |                                                      |                                                      |                                                      |                                                      |                                                      |                                                      |                                                      |                                                      |                                                      |                                                      |                                                      |                                                      |                                                      |

## Transporte
La ciudad se conecta entre sí y con sus vecinas por medio de todos los medios de transporte:
Aire: en la costa de la ciudad se encuentra el Aeropuerto Internacional Fuzhou Changle (福州长乐国际机场) inaugurado el 23 de junio de 1997 después de 5 años de construcción, con una capacidad para 6.5 millones de pasajeros al año, ocupando el puesto 25 en toda China.
Agua: el puerto de Fuzhou es uno de los puertos de mayor importancia en las costas chinas. Los barcos llevan mercancías y personas a lo largo de grandes ríos.
Tierra: en la actualidad, el ferrocarril principal es el "Wai Fu", corriendo hacia el este a través de los distritos del norte hacia la provincia de Jiangxi. La sublínea "Fuma" va desde el centro de la ciudad al distrito Mawei. Dos ferrocarriles más están también en construcción: el "Wen Fu" se extiende de norte a sur de Wenzhou, en la provincia de Zhejiang, mientras que el "Fuxia" corre hacia el sur hacia Xiamen. Este ferrocarril más tarde fue diseñado para ser un ferrocarril de alta velocidad con velocidades de hasta 200 kilómetros por hora y fue inaugurado en abril de 2010. También hay planes para 2 líneas de metro, la primera línea se completará en 2014, el Metro de Fuzhou. Además los trenes de alta velocidad Fuzhou–Xiamen (福厦铁路), la conecta con la ciudad de Xiamen  a 275 km de distancia.

## Cultura

### Lenguas
Además del chino mandarín, los residentes locales de Fuzhou también hablan el dialecto local, una lengua que se considera que es la forma estándar del dialecto Min Dong.

### Religión
Las dos principales religiones tradicionales practicadas en Fuzhou es el budismo Mahayana y el taoísmo. Tradicionalmente, muchas personas practican ambas religiones al mismo tiempo. La ciudad es también el hogar de muchos monasterios budistas y taoístas.
Aparte de las religiones principales, una serie de cultos locales se practican en la ciudad, con dioses y doctrinas de otras religiones y culturas, tales como el culto totémico y leyendas tradicionales.

## Galería

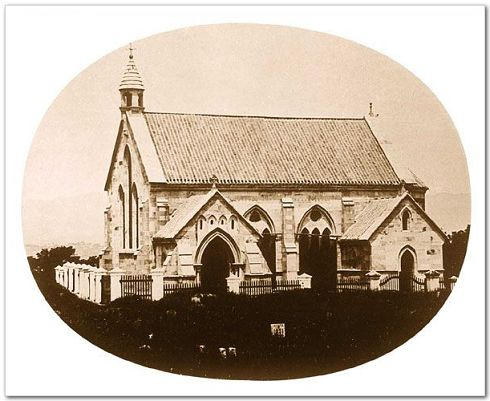
La iglesia en 1880
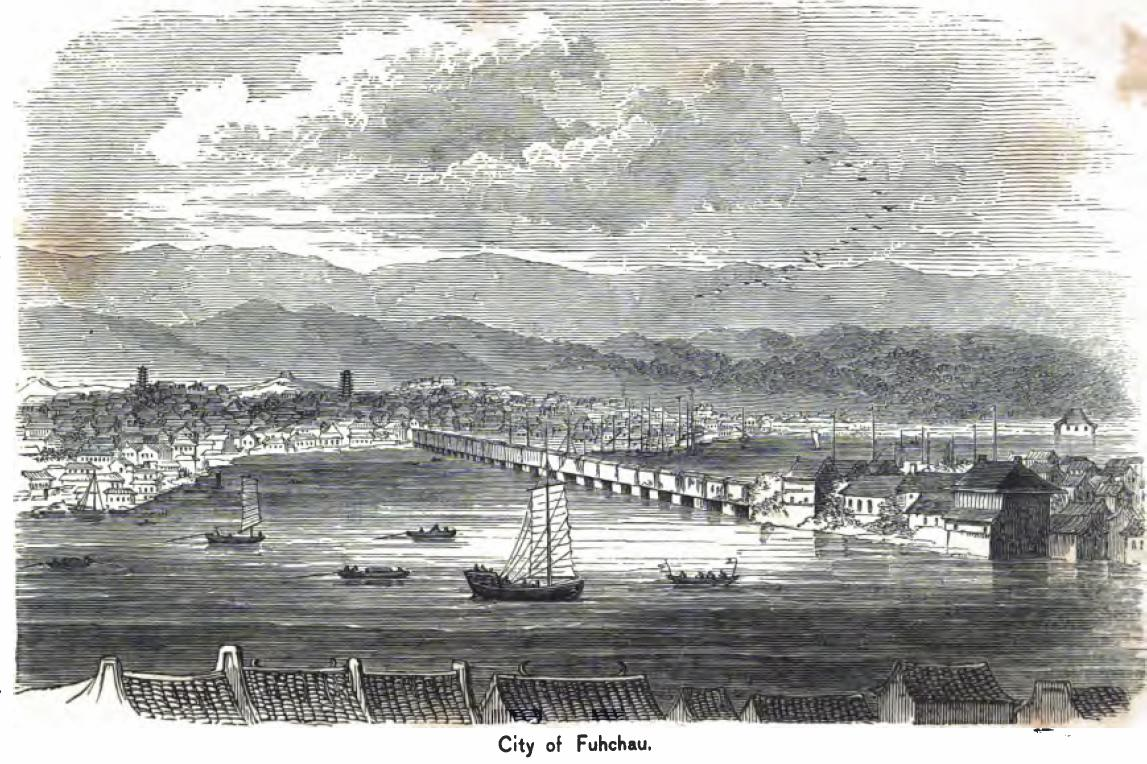
La ciudad en 1850
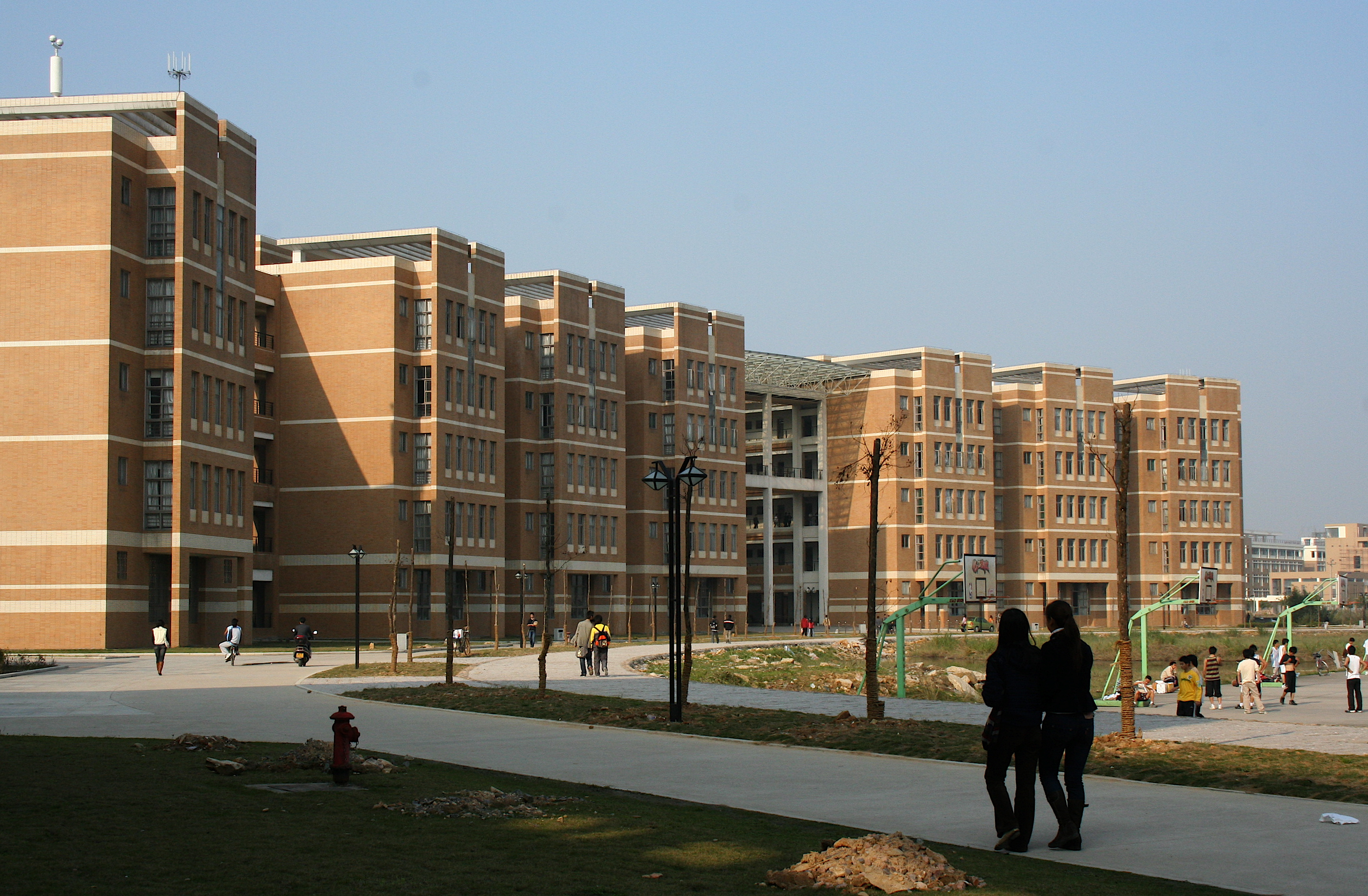
Edificios residenciales
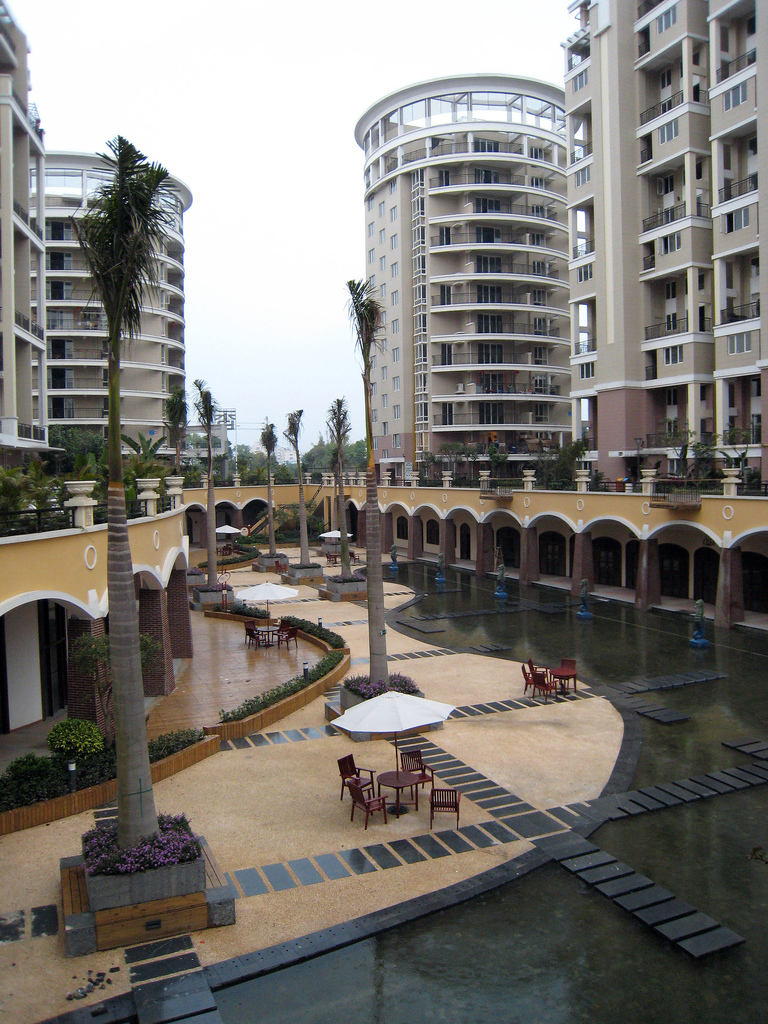
Edificios residenciales
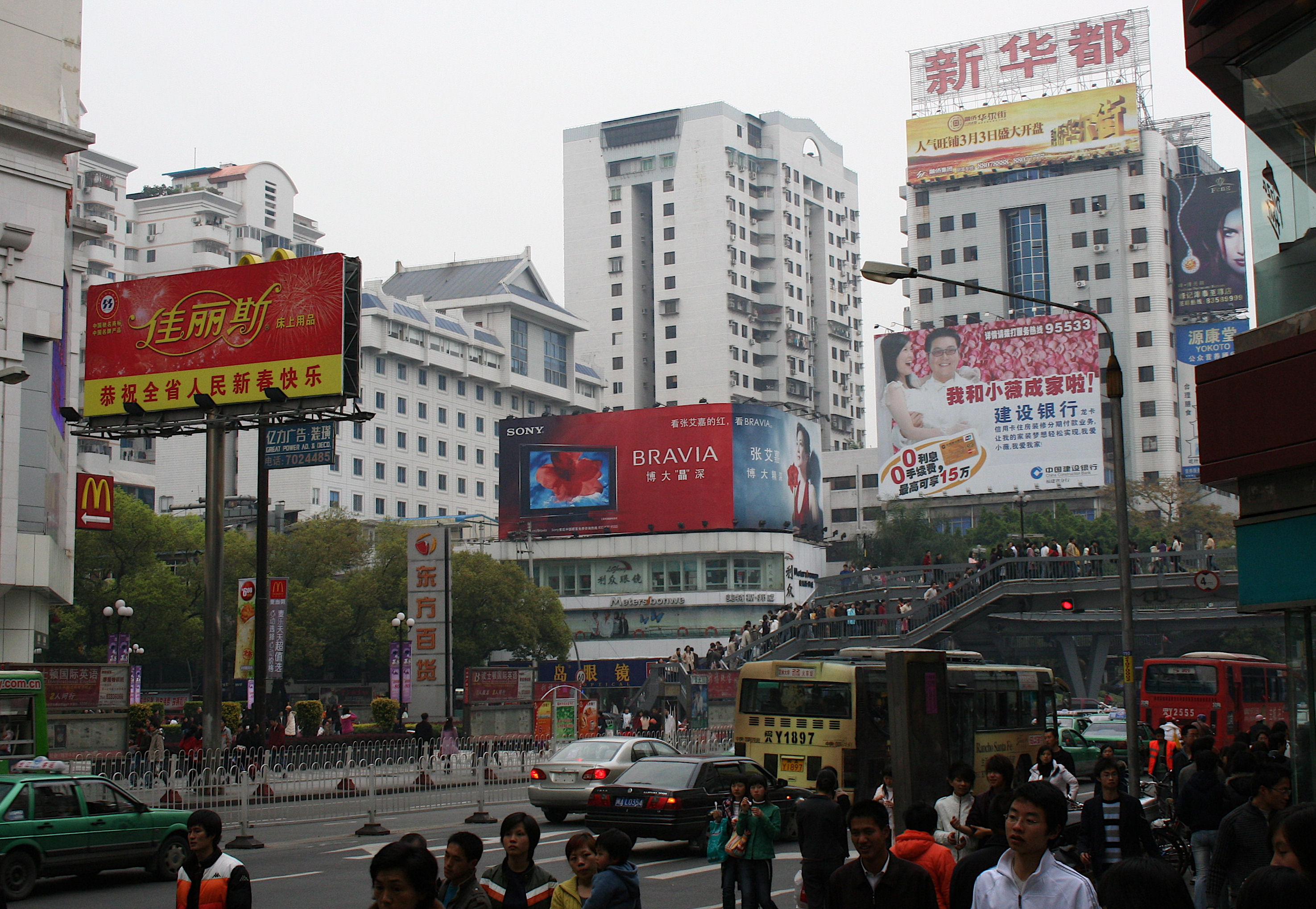
Calle
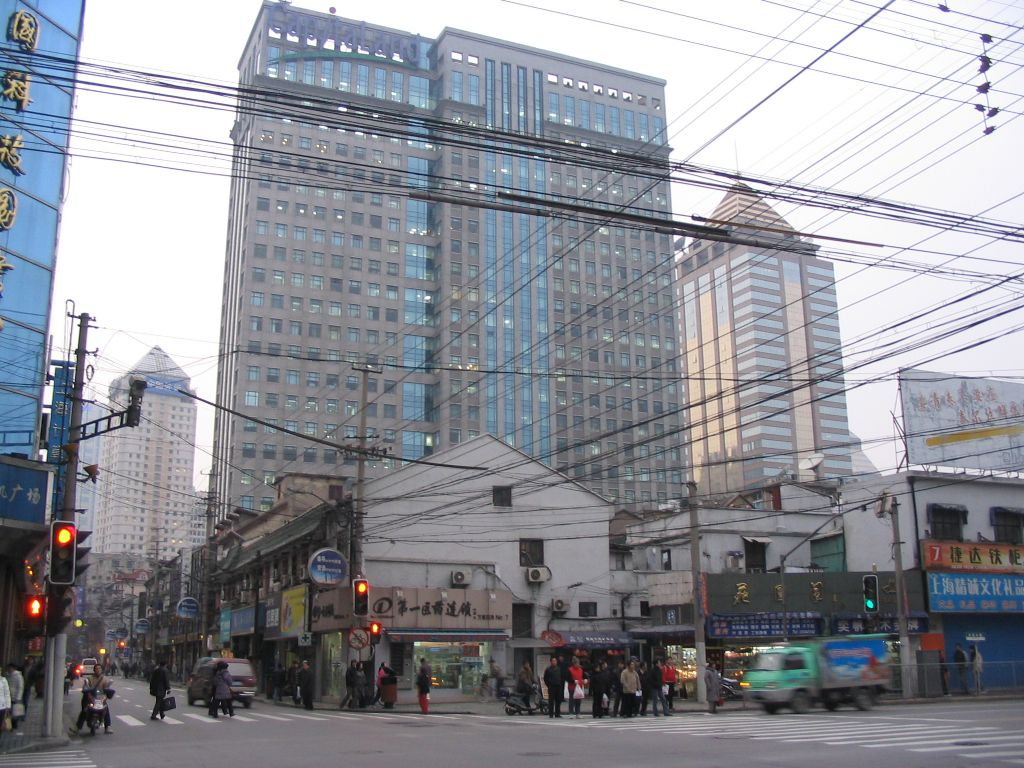
Calle Henan
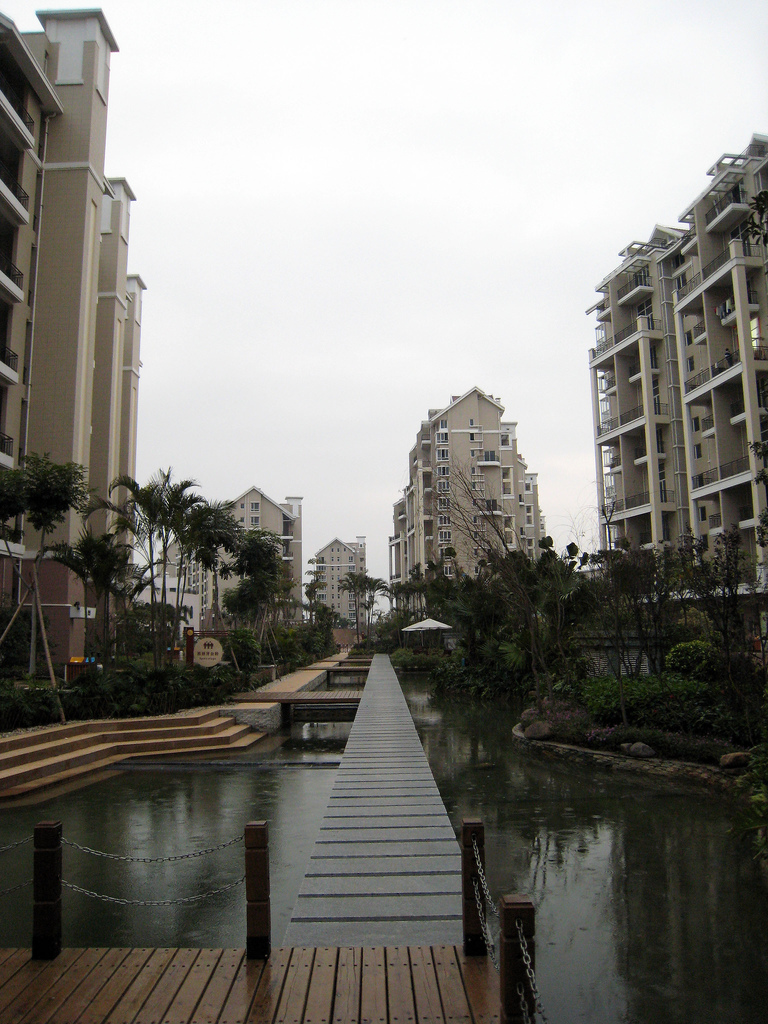
Edificios residenciales
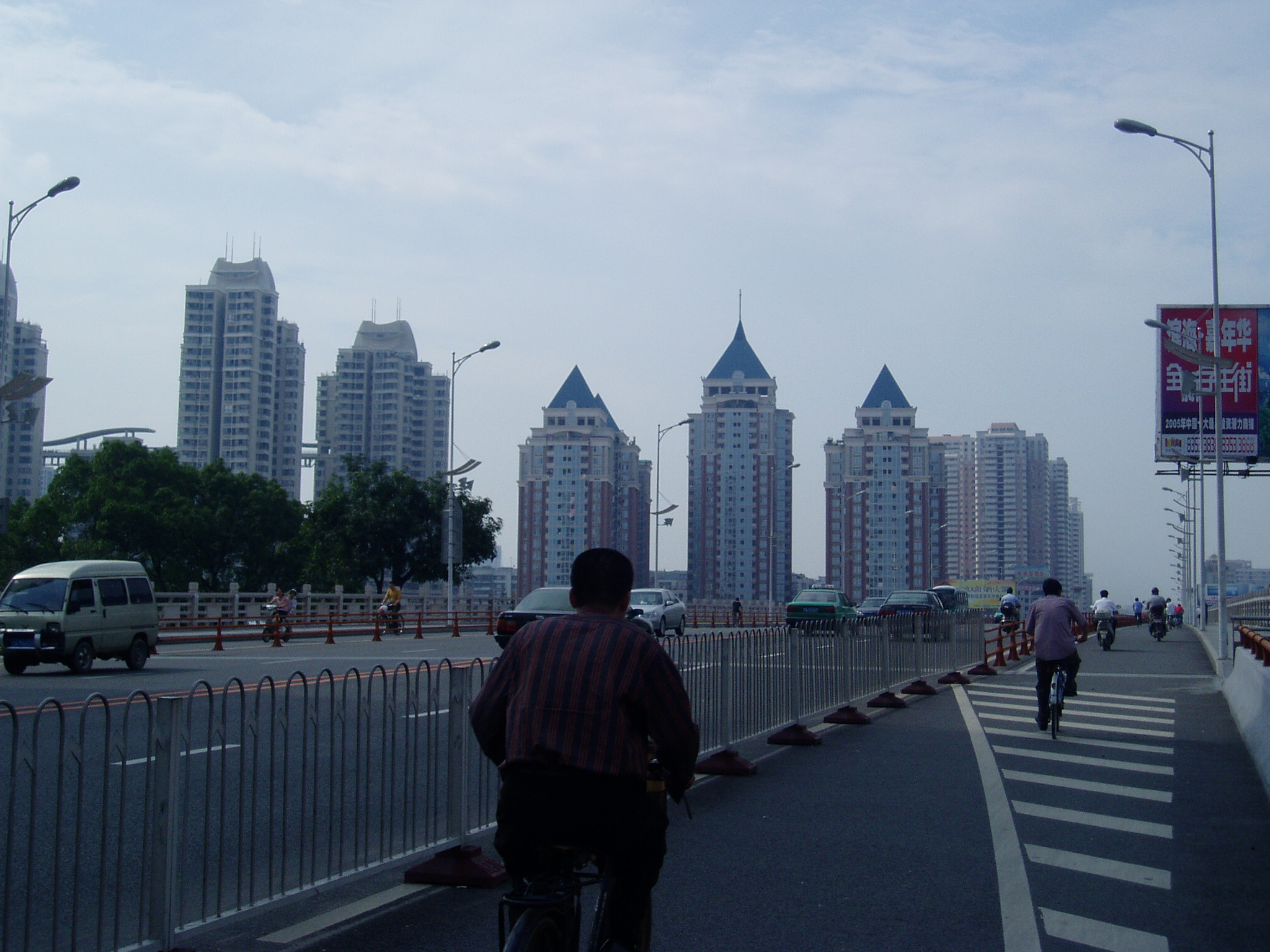
Puente del río Min